# Ingeberg
Ingeberg ist eine Ortschaft in der norwegischen Kommune Hamar in der Provinz (Fylke) Innlandet. Der Ort hat 927 Einwohner (Stand: 1. Januar 2024).

## Geografie
Ingeberg ist ein sogenannter Tettsted, also eine Ansiedlung, die für statistische Zwecke als eine städtische Siedlung gewertet wird. Das Dorf liegt rund fünf Kilometer nordöstlich des Zentrums der Stadt Hamar. Ingeberg besteht vor allem aus Einfamilienhäusern.

## Verkehr
Im Nordwesten des Orts führt der Fylkesvei 1796 an Ingeberg vorbei. Die Straße stellt Richtung Südwesten die Anbindung an Hamar her.

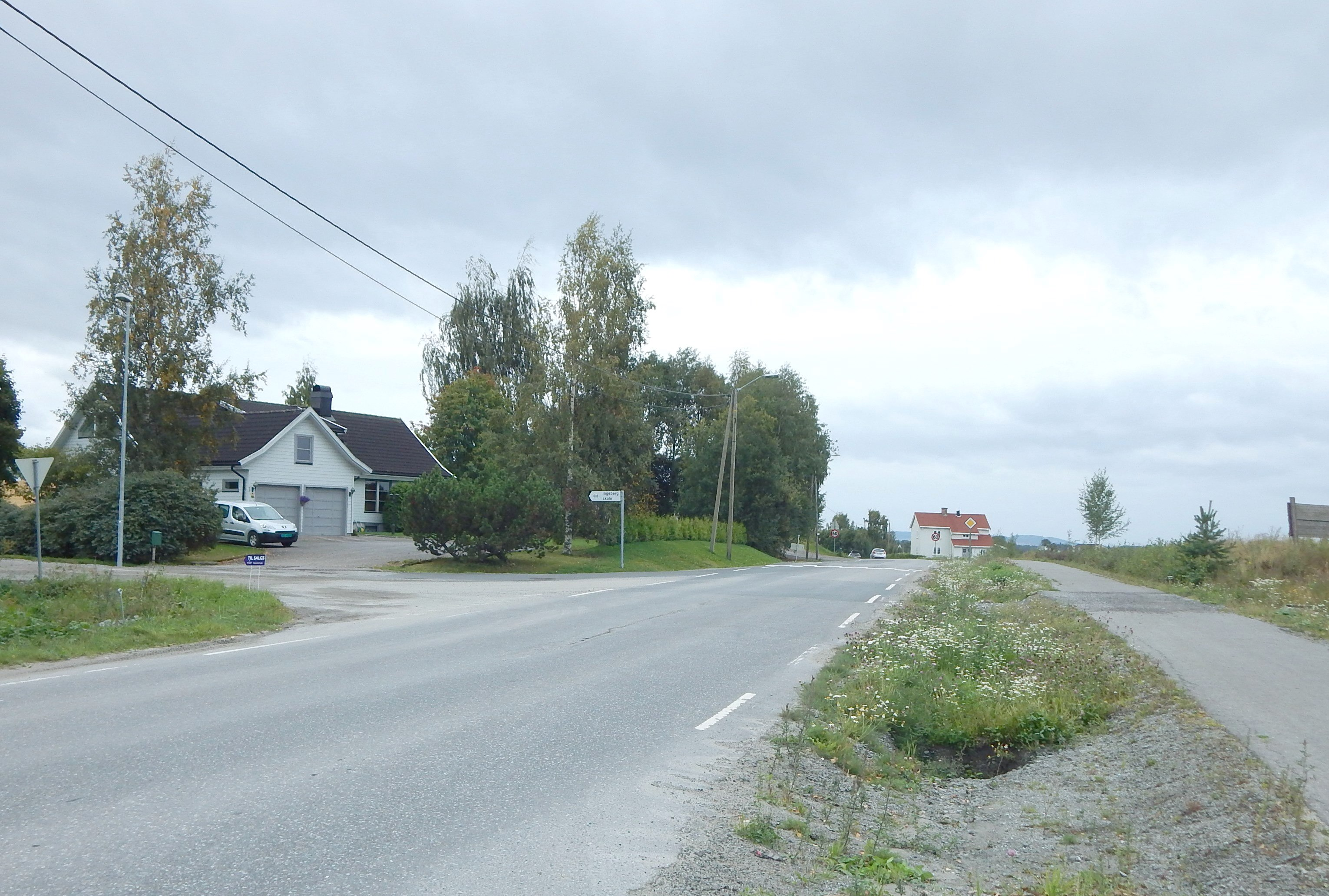
Fylkesvei 1796 in Ingeberg
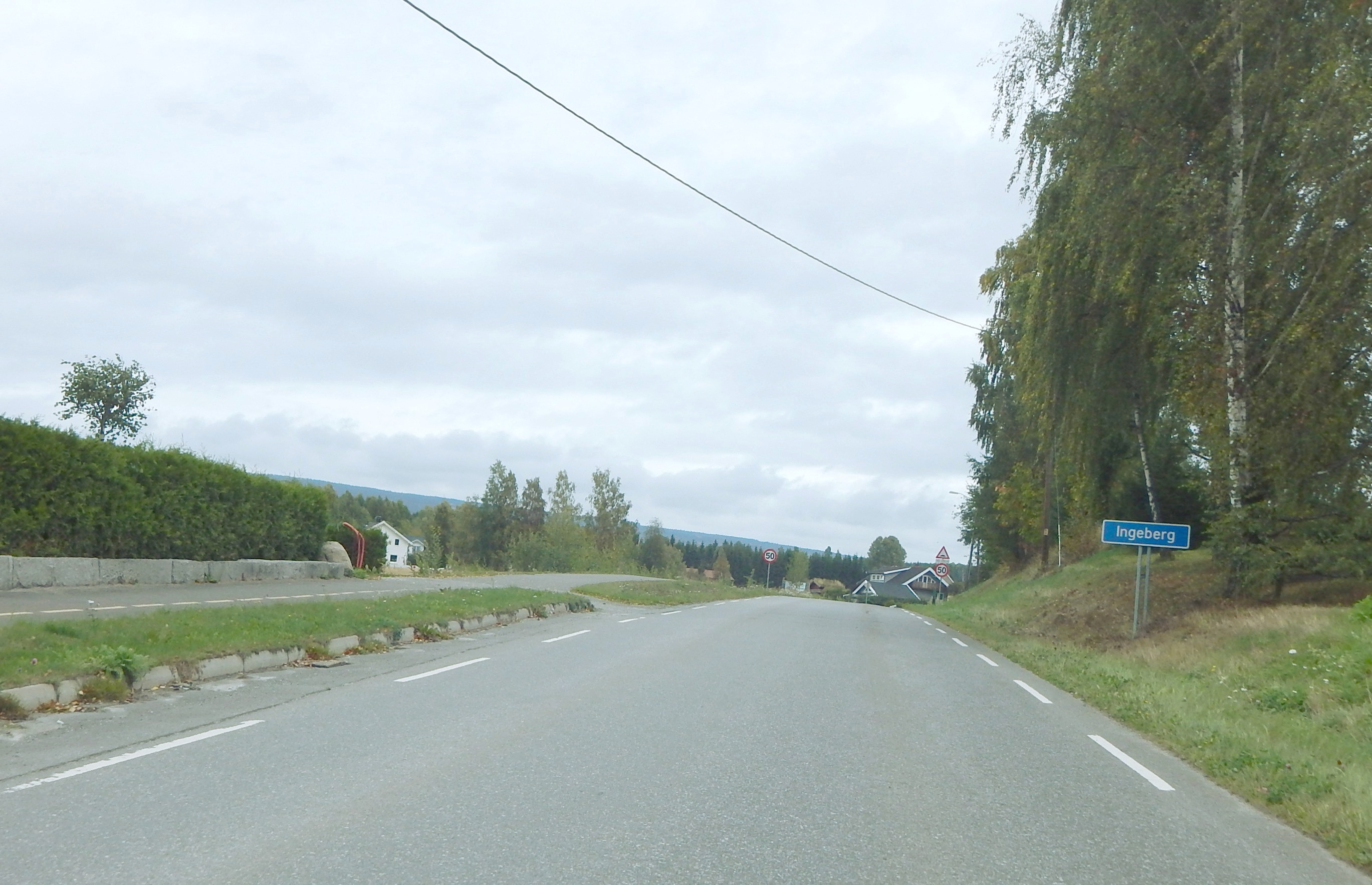
Fylkesvei 1796 am Ortsrand